# Raya Bayu
Raya Bayu is een bestuurslaag in het regentschap Simalungun van de provincie Noord-Sumatra, Indonesië. Raya Bayu telt 1932 inwoners (volkstelling 2010).